# Francisco Melivilu
Francisco Melivilu Henríquez (Temuco, 1882 - Santiago, 30 de junio de 1932) fue un profesor, abogado y político chileno de origen mapuche. Fue el primer parlamentario indígena de Chile.

## Biografía
Hijo del agricultor mapuche Francisco Zenon Melivilu Jaramillo, y María Clarisa Henríquez. Su padre tenía un predio en las cercanías de Boroa. Realizó sus estudios primarios en una escuela pública de Padre Las Casas, y los secundarios en el Liceo de Temuco.
Fue a estudiar a Santiago, en la Escuela de Artes y Oficios, egresando del curso de electricidad en 1912, y estudió matemáticas y física en el Instituto Pedagógico, del cual se tituló profesor de matemáticas en 1916. Más tarde estudió en la Facultad de Derecho de la Universidad de Chile, y se tituló de abogado en 1924.
Fue profesor de la Escuela Industrial de Temuco, en la cual se desempeñó como profesor de Matemáticas, Castellano e Historia de Chile, y ejerció como director del establecimiento. Colaboró en los diarios Austral y La Mañana de Temuco.
Estuvo casado con Anita Serani Bronzini, que murió en 1920. En 1924 contrajo segundas nupcias en Vilcún con la media hermana de su primera mujer, Olga Serani Burgos, con quien tuvo a una hija, Ana Luisa Melivilu Serani. Fue cuñado de Alejandro Serani Burgos, que sería elegido diputado por Angol, Laja y Mulchén en 1933, y posteriormente ejerció como ministro de Estado en las carteras del Trabajo, de Justicia y de Tierras y Colonización.
Falleció de una tuberculosis en 1932.

## Carrera política
Desde una corta edad militó en el Partido Demócrata, al cual ingresó por la influencia que tuvo de Artemio Gutiérrez, parlamentario de esa colectividad, quien fue su apoderado durante sus estudios en Santiago. Se inició en las Asambleas o Agrupaciones demócratas en Temuco y Santiago. Fue secretario de la campaña presidencial de Arturo Alessandri Palma en 1920. En su quehacer político, destacó por su defensa a los intereses del pueblo mapuche.
En las elecciones parlamentarias de 1924 fue elegido diputado por Temuco, Imperial y Llaima para el periodo 1924-1927, convirtiéndose en el primer diputado mapuche. Integró la Comisión Permanente de Relaciones Exteriores y Culto y la de Corrección de Estilo. El 9 de junio de 1924 interpeló al ministro de Relaciones Exteriores, Culto y Colonización Galvarino Gallardo, por las irregularidades en una concesión de terrenos para colonización en la zona de Llaima, habitada por comunidades mapuches. No pudo terminar su periodo, pues en septiembre de 1924 ocurrió un golpe de Estado y el Congreso fue disuelto por decreto de la Junta de Gobierno.
En las elecciones parlamentarias de 1925 fue elegido por segunda vez como diputado, por la misma circunscripción departamental —la Vigesimoprimera, de Llaima, Imperial y Temuco— para el período 1926-1930. Integró la Comisión Permanente de Relaciones Exteriores.
Fue reelecto diputado por la misma Circunscripción en el llamado «Congreso Termal» de 1930, para el período 1930-1934. Sin embargo, por segunda vez no pudo completar su periodo parlamentario, pues el movimiento revolucionario que estalló el 4 de junio de 1932, decretó dos días más tarde la disolución del Congreso.

Toda su labor en la Cámara estuvo inspirada en la defensa de la parte más débil de la sociedad chilena y, en especial, de sus «hermanos de raza», como él decía. En este sentido, puede considerársele como precursor de las leyes sobre división de las Comunidades
Indígenas y sobre Propiedad Austral y otras iniciativas de asistencia social hacia los mapuches.
Carlos Waykigürü, 1966.